# ريوجي يوجيهارا
ريوجي يوجيهارا (باليابانية: 氏原 良二) (10 مايو 1981 في كاغاوا في اليابان – )؛ هو لاعب كرة قدم ياباني سابق كان يلعب كمهاجم.

## وصلات خارجية
- ريوجي يوجيهارا على موقع رابطة كرة القدم اليابانية للمحترفين (اليابانية)
- ريوجي يوجيهارا على موقع Soccerway.com (الإنجليزية)
- ريوجي يوجيهارا على موقع عالم كرة القدم.نت (الإنجليزية)